# Bogusław Kierc
Boguslaw Kierc (n. 22 ianuarie 1943, Bielsko-Biała, Polonia) este un actor, regizor de teatru, poet și eseist polonez.

## Biografie
Kierc s-a născut pe 22 ianuarie 1943 în orașul Bielsko-Biała din Polonia și a urmat cursurile Liceului Tehnic din localitatea natală. În anul 1961 a debutat în plan literar cu poezia Narodziny Wenus („Nașterea ui Venus”), care a fost publicată în Kronika Beskidzka și s-a alăturat grupului literar Skarabeusz, al cărui membru a fost până în 1963.
După absolvirea liceului în 1963, a început să studieze actoria la Școala Națională Superioară de Teatru (Państwowa Wyższa Szkoła Teatralna) din Cracovia (1963-1967). În anul 1965, când era student în anul II, a interpretat rolul Krzysztof Cedro (unul dintre cele două roluri principale) din filmul Cenușa al lui Andrzej Wajda. S-a concentrat apoi pe activitatea teatrală. A fost angajat în 1967 la Teatrul Contemporan „Edmund Wierciński” din Wrocław, unde a debutat ca actor pe 15 octombrie 1967 în rolul pompierului din piesa Ploșnița de Vladimir Maiakovski, pusă în scenă de regizorul Jerzy Jarocki și unde a jucat până în 1973. După câțiva ani petrecuți la teatre din orașe mai mici: la Teatrul „Wanda Siemaszkowa” din Rzeszów (1973-1974) și apoi la Teatrul Lubuski Kruczkowski din Zielona Góra (1974-1976), a revenit în 1976 la Teatrul Contemporan din Wrocław, unde a rămas până în 1981. A jucat multe roluri ca actor, interpretându-l, printre altele, pe Maestrul Fior în Operetka de Witold Gombrowicz, Głodomor în Odejście głodomora de Tadeusz Różewicz, Gustaw în Dziady de Adam Mickiewicz și Franz în Pułapka de Tadeusz Różewicz.
În sezonul 1982-1983 a fost director artistic la Teatrul de Păpuși din Wałbrzych, unde a lucrat ca regizor până în 1986. A fost, de asemenea, actor la Teatrul Contemporan „Edmund Wierciński” din Wrocław (1983-1984) și la Teatrul Dramatic „Jerzy Szaniawski” din Wałbrzych. A jucat în mai multe spectacole regizate de Jerzy Jarocki, Andrzej Witkowski, Anna Augustynowicz, Krystyna Meissner și Paweł Passini. În anii 1983–1987 a fost unul din fondatorii Teatrului NST (Nie Samym Teatrem) din Wrocław, care a funcționat în afara cenzurii. Reprezentația piesei Epitafium Świętego Kazimierza a primit Premiul cultural al sindicatului „Solidaritatea” în 1985. Kierc a fost distins cu premiul Fundației POLCUL de la Sydney (1986) și cu premiul Jan Dorman acordat de centrul polonez ASSITEJ (1994).
În perioada 1990-1992 a fost director general și artistic al Teatrului Contemporan din Szczecin. A lucrat apoi ca actor la Teatrul Polonez din Wrocław (1992-2000) și din nou la Teatrul Contemporan din Wrocław (2000-2008). În perioada cât a locuit la Wrocław, a predat timp de mai mulți ani cursuri de poezie și de tehnică actoricească la Școala Superioară de Teatru „Ludwik Solski”.
În paralel cu activitatea actoricească, Bogusław Kierc a desfășurat o vastă activitate literară. A publicat poezii în revistele culturale Odra, Poezja, Nowy Wyraz și Scena și a debutat editorial cu volumul Nagość stokrotna (1971).
 În perioada 1970-1972 a făcut parte din grupul literar Ugrupowanie 66. A publicat 19 volume de poezii (printre care Nagość stokrotna, Ciemny chleb, Rezurekcja, Widzialne Niewidzialne, Szewski poniedziałek, Zaskroniec, Plankton), cinci cărți de critică (mai ales despre poeții uitați Julian Przyboś și Rafał Wojaczek), trei eseuri critice, precum și eseuri despre pictură (Tadeusz Boruta).
Creația lirică a lui Bogusław Kierc este inspirată de sensibilitatea lui Julian Przyboś față de armonia sonoră a versului și de valoarea senzuală a cuvântului. Autorul cultivă atât o formă rigidă, cât și o formă liberă. Tema principală a liricii sale o constituie misticismul ascuns în experiențele erotice, făcând ca poeziile lui Kierc să fie, după opinia criticului Piotr Matywiecki, „o continuare a versurilor mistice și erotice din Cântarea Cântărilor”.
Are un frate: actorul Andrzej Kierc.

## Activitate teatrală

### Actor
- Paternoster (regia: Helmut Kajzar), 1970
- Odejście głodomora (regia: Tadeusz Różewicz), 1977
- Kotlina după Olga Tokarczuk (regia: Agnieszka Olsten), 2013
- Odprawa posłów greckich de Jan Kochanowski (regia: Ryszard Peryt), 2013
- Furtuna de William Shakespeare (regia: Anna Augustynowicz), 2016

### Regizor
- Śmieszni z gniewu, aż bólu tak bliscy de Julian Przyboś, Wrocław, 1973
- Dwie blizny de Aleksander Fredro, Zielona Góra, 1975
- Romeo și Julieta de William Shakespeare, Wrocław, 1979
- Co to będzie după Adam Mickiewicz, Wałbrzych, 1982
- Zwierzoczłekoupiór de Tadeusz Konwicki, Wałbrzych, 1988

## Filmografie
- Cenușa (1965), regizat de Andrzej Wajda
- Portret podwójny (2001), regizat de Mariusz Front

## Scrieri

### Volume de versuri
- Nagość stokrotna, Zakład Narodowy im. Ossolińskich, Wrocław, 1971
- Ciemny chleb, Zakład Narodowy im. Ossolińskich, Wrocław, 1973
- Coraz weselsza coraz mniej, Zakład Narodowy im. Ossolińskich, Wrocław, 1979
- Ktokolwiek, Zakład Narodowy im. Ossolińskich, Wrocław, 1980
- Niewinność, Zakład Narodowy im. Ossolińskich, Wrocław, 1981
- Rezurekcja, Zakład Narodowy im. Ossolińskich, Wrocław, 1982
- Łagodny, miły: (wiersze i mała proza), Feniks, Wrocław, 1986
- Dla radości, Książnica Szczecińska, Szczecin, 1992
- Boże cielę albo dziurka wesołości, Barbara, Szczecin, 1994
- Raz na zawsze, Okis, Wrocław, 1997
- Tyber z piaskiem: wybór z książek dawnych i nowych, Wydawnictwo Dolnośląskie, Wrocław, 1997
- Zaskroniec, Biuro Literackie Port Legnica, Legnica, 2003
- Szewski poniedziałek, Biuro Literackie, Wrocław, 2005
- Plankton, Biuro Literackie, Wrocław, 2006
- Cło, Biuro Literackie, Wrocław, 2008
- Rtęć, Biuro Literackie, Wrocław, 2010
- Manatki, Biuro Literackie, Wrocław, 2013

### Eseuri
- Przyboś, Zakład Narodowy im. Ossolińskich, Wrocław, 1976
- Teatr daremny, Zakład Narodowy im. Ossolińskich, Wrocław, 1980
- Wzniosły upadek anioła, Wydawnictwo Dolnośląskie, Wrocław, 1992
- Moje kochanki, Wydawnictwo Dolnośląskie, Wrocław, 2001
- Cel sfer, Lew-Leopold Wróblewski, Trzebnica; na zlecenie SPP, Wrocław, 2003
- Ciało z mojego ciała: szkice o obrazach Tadeusza Boruty, Jedność, Kielce, 2005
- Bazgroły dla składacza modeli latających, Forma, 2010

### Non-ficțiune
- Wiosny dziejowe Juliana Przybosia, Ludowa Spółdzielnia Wydawnicza, Varșovia, 1969
- Rafał Wojaczek: prawdziwe życie bohatera, Wydawnictwo W.A.B., Varșovia, 2007

## Premii și alte distincții

### Decorații
- Crucea de Merit de aur (1978)[4]
- Medalia de argint „Meritul cultural Gloria Artis” (2010)[4][5][7][9]

### Premii (selecție)
- Premiul Fundației POLCUL de la Sydney (1986)[5][6]
- Premiul Jan Dorman acordat de centrul polonez ASSITEJ pentru întreaga carieră teatrală (1994)[5][6]
- Medalia Anna Kamieńska[5]
- Premiul pentru actorie al Societății Prietenilor Teatrului din Wrocław (2003)[6]
- Premiul „Masca de aur” pentru cel mai bun actor pentru rolul poetului din spectacolul Dziady de la Teatrul de Păpuși și Actori din Opole (2016)[4][6]
- nominalizare la premiul pentru poezie Orfeusz pentru volumul Jatentamten (2018)[10]
- nominalizare la premiul pentru poezie Orfeusz pentru volumul Notespropera (2019)[11]

## Legături externe
- Bogusław Kierc la Internet Movie Database
- pl Bogusław Kierc în baza de date filmweb.pl
- pl Bogusław Kierc în baza de date  filmpolski.pl
- pl Bogusław Kierc na zdjęciach în baza de date a Arhivei Naționale de Filme „Fototeka”
- „Bogusław Kierc”. Encyklopedia Teatru Polskiego (în poloneză). Accesat în 3 mai 2018.
- Piotr Matywiecki (decembrie 2006). „Bogusław Kierc”. culture.pl (în poloneză). Accesat în 3 mai 2018. Parametru necunoscut |note= ignorat (ajutor)
- Małgorzata Matuszewska (5 iunie 2009). „Bogusław Kierc: człowiek orkiestra”. Gazeta Wrocławska (în poloneză). Accesat în 3 mai 2018.
- „Bogusław Kierc”. poezjem.pl (în poloneză). Arhivat din original la 9 aprilie 2017. Accesat în 3 mai 2018.